# 한국의 평야
한국의 평야(韓國-平野)는 주로 한반도의 서부와 남부 해안, 큰 강의 하류 지역에 넓게 형성되어 있다. 교통기관이 발달하고, 평야 지역에서는 사람들이 농사를 지으면서 살아오던 중 상공업이 성행하여 도시로 발전하기도 하였다.

## 이용
평야 지대의 농촌은 일반적으로 북쪽의 낮은 산을 등지고 논과 강을 바라보는 곳에 자리잡은 경우가 많다. 북쪽의 산은 겨울철의 거센 바람을 막아주며, 남향의 산기슭은 햇볕을 잘 받아 따뜻하게 해준다. 그리고 강물이나 시냇물은 농사를 짓는 데 꼭 필요하다.
평야 지역의 농촌에서는 물을 대기 쉬우면 논으로 이용하며, 홍수 때 물에 잠기던 곳을 둑으로 막고 수문을 만들기도 한다. 또한 바닷물을 막아 물을 빼내고 논으로 만드는가 하면 경사진 곳은 층층이 논두렁을 쌓아 논밭으로 개간하기도 하며, 둑을 쌓아 저수지를 마련하기도 한다.
한국의 대표적인 곡창지대는 만경강 유역의 호남평야와 낙동강 유역의 김해평야로서 갈수록 현대화가 추진, 발전되고 있다. 또한 물이 많지 않은 곳에는 밭을 일구어 보리, 감자, 옥수수 등 작물과 배추, 무 등 채소를 재배한다.

## 목록

### 대한민국
거의 대부분의 평야는 서쪽에 있다.
- 서해안의 평야:
  - 김포평야
  - 나주평야
  - 논산평야
  - 안성평야
  - 예당평야
  - 호남평야
    - 김제평야
    - 만경평야

  - 부평평야
  - 장남평야
  - 여주평야
  - 파주평야
  - 진천평야
- 남해안의 평야:
  - 김해평야

### 조선민주주의인민공화국
조선민주주의인민공화국은 대한민국과 사실상 마찬가지로 평야의 거의 대부분이 서쪽에 있다. 동해안에도 평야가 위치해 있으나, 좁은 평야만 있을 뿐이다.
- 서해안의 평야:
  - 박천평야
  - 안주평야
  - 연백평야
  - 용천평야
  - 재령평야
  - 평양평야
- 동해안의 평야:
  - 함흥평야
  - 수성평야